# Froggattimyia tillyardi
Froggattimyia tillyardi es una especie de mosca del género Froggattimyia, familia Tachinidae. Fue descrita por Malloch en 1934. Se encuentra en Australia, más específicamente en el Territorio de la Capital Australiana.